# 国際VLBI事業
国際VLBI事業（こくさいぶいえるびーあいじぎょう、英: International VLBI Service for Geodesy and Astrometry; IVS）は、超長基線電波干渉法 (VLBI) を構成する各局を運用または支援する組織の国際協働事業で、基準系に関する測地学および位置天文学の研究、地球科学の研究および運営活動を支援する役務を提供する。超長基線電波干渉法 (VLBI) による国際観測や技術開発の推進を目的として、1999年に国際測地学協会（IAG）および国際天文学連合 (IAU) の下に設立された。調整センターを米国・グリーンベルトのゴダード宇宙飛行センターに置く。

## 機能
国際VLBI事業 (IVS) は、参加機関の国際協力に基づき、高品質のVLBIデータおよび成果を提供する参加機関の緊密な連携によるVLBIプログラムの支援および実行、測地および天文VLBI技術のあらゆる側面における研究および開発活動の推進、ワークショップ、レポートおよびその他の手段でのVLBI参加者の教育および訓練の推進、新たな構成機関の国際VLBI事業 (IVS) への統合の支援、国際測地学協会 (IAG) の全球統合測地観測システム (GGOS) においてVLBIを代表しまた国際地球回転・基準系事業 (IERS) と緊密に連携するなどのVLBI成果の利用者コミュニティとの交流などを行い、これらの目的を支援するためにVLBI観測プログラムを調整し、VLBI観測局の性能基準を設定し、VLBIデータ形式およびデータ成果の規約を確立し、VLIBデータ解析ソフトウェアに関する推奨事項を発行し、VLBI解析文書の規格を設定し、および適切なVLBI成果の品質と適時性を保証する適切な成果の提供方法を確立する。また、VLBIは天体観測にも測地観測にも利用できることから、天文学と位置天文学/測地学のための多数のVLBI施設および技術の両用のために天文学コミュニティーとその活動を調整する。
2001年1月1日に国際地球回転事業 (IERS) がその組織を再編した際に、国際地球回転事業 (IERS) から従前のVLBI総括センター以下の観測網センター、相関センター、解析センターおよび技術開発センターを切り離して国際VLBI事業 (IVS) へ移管し、国際VLBI事業 (IVS) は国際地球回転事業 (IERS) の技術センターの一つに位置付けられた。